# Saddleworth (Australië)
Saddleworth is een plaats in de Australische deelstaat Zuid-Australië. Saddleworth ligt aan de Gilbert River en vormt samen met nabijgelegen plaatsen Riverton, Rhynie en Tarlee een lokaal gebied dat bekendstaat als Gilbert Valley. De Barrier Highway loopt door het dorp. Volgens de volkstelling van 2006 telt Saddleworth 425 inwoners.

## Galerij

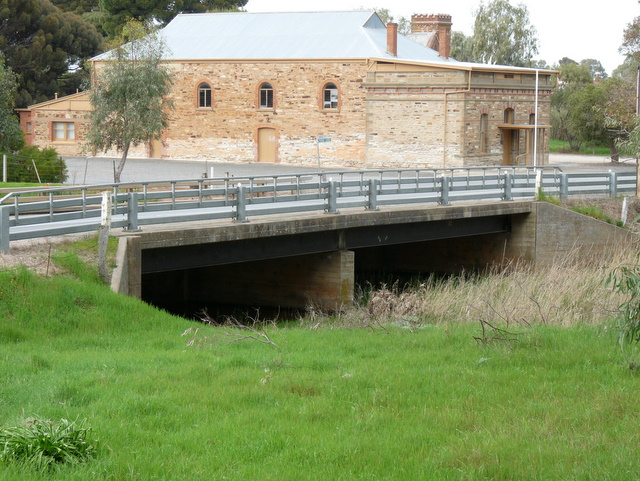
Gilbert River Bridge
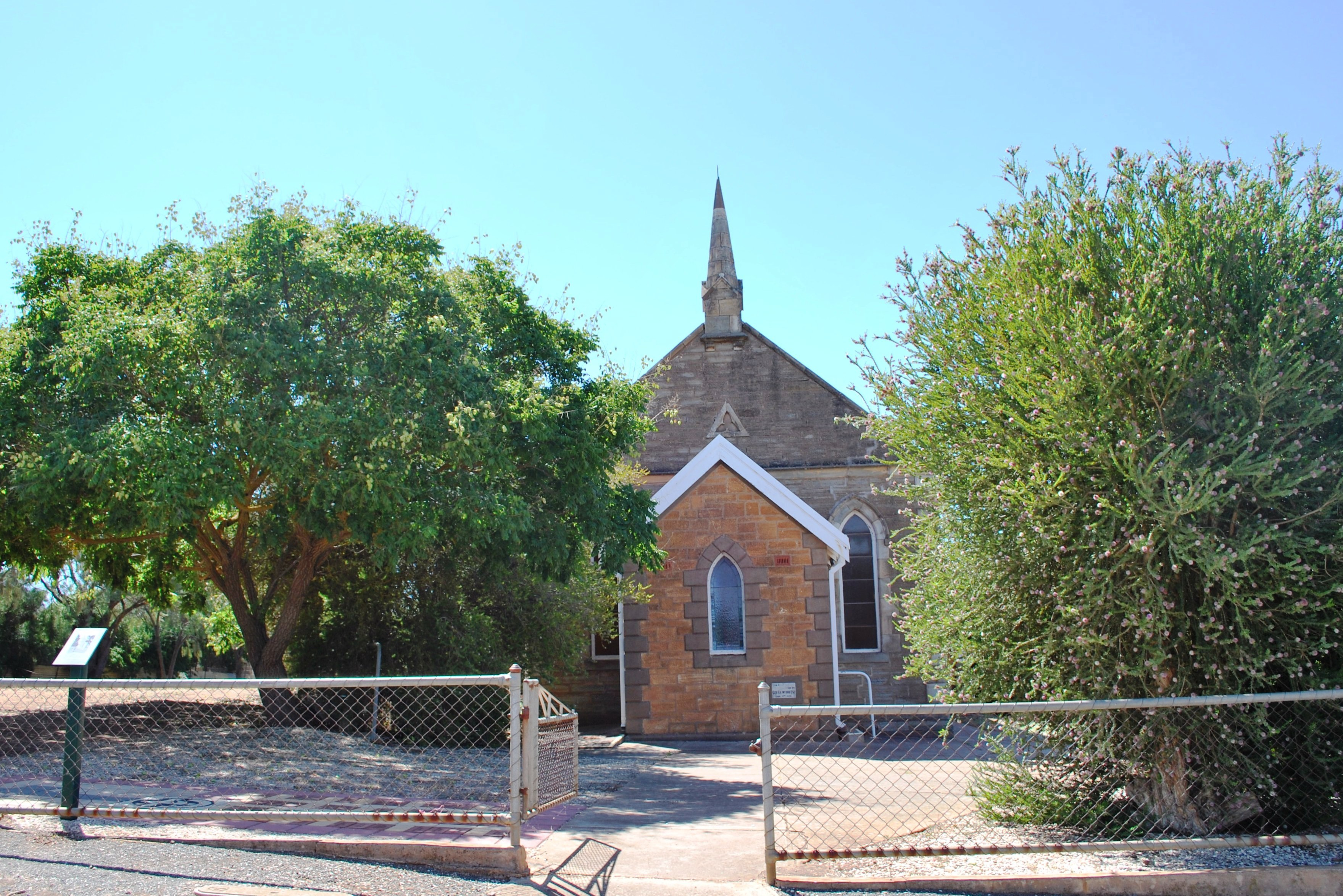
Kerkgebouw
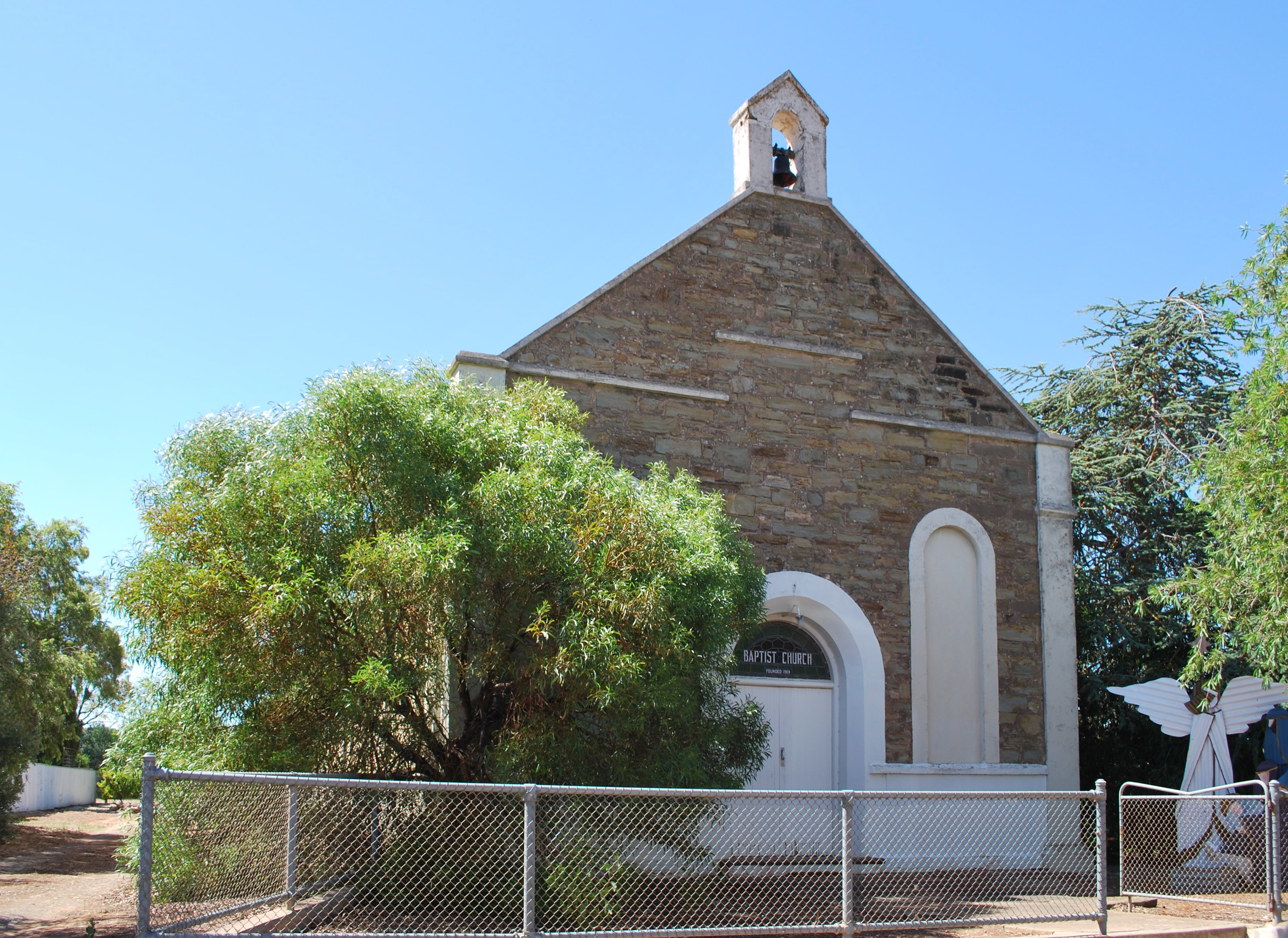
Baptistenkerk
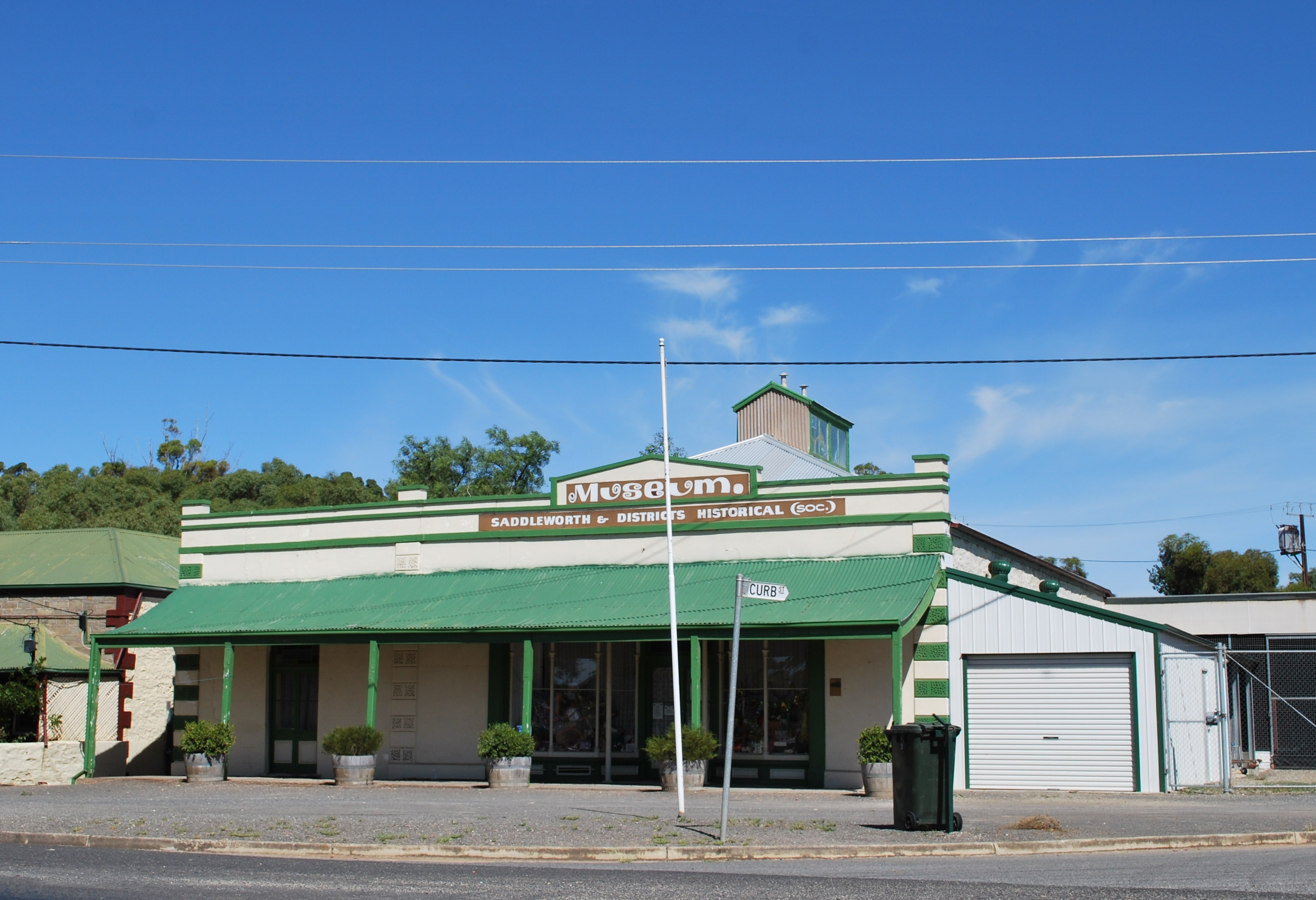
Museum
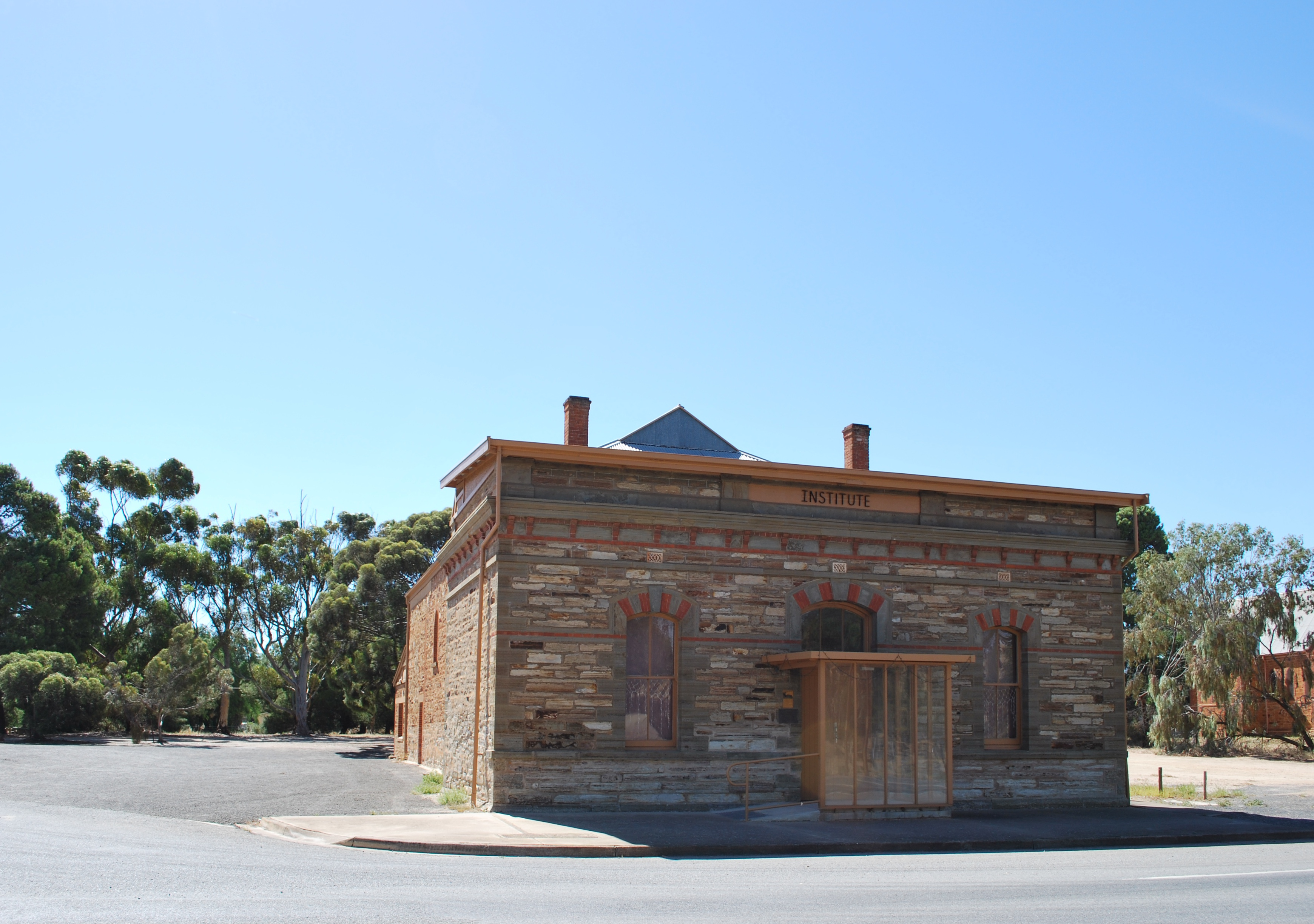
Literair instituut
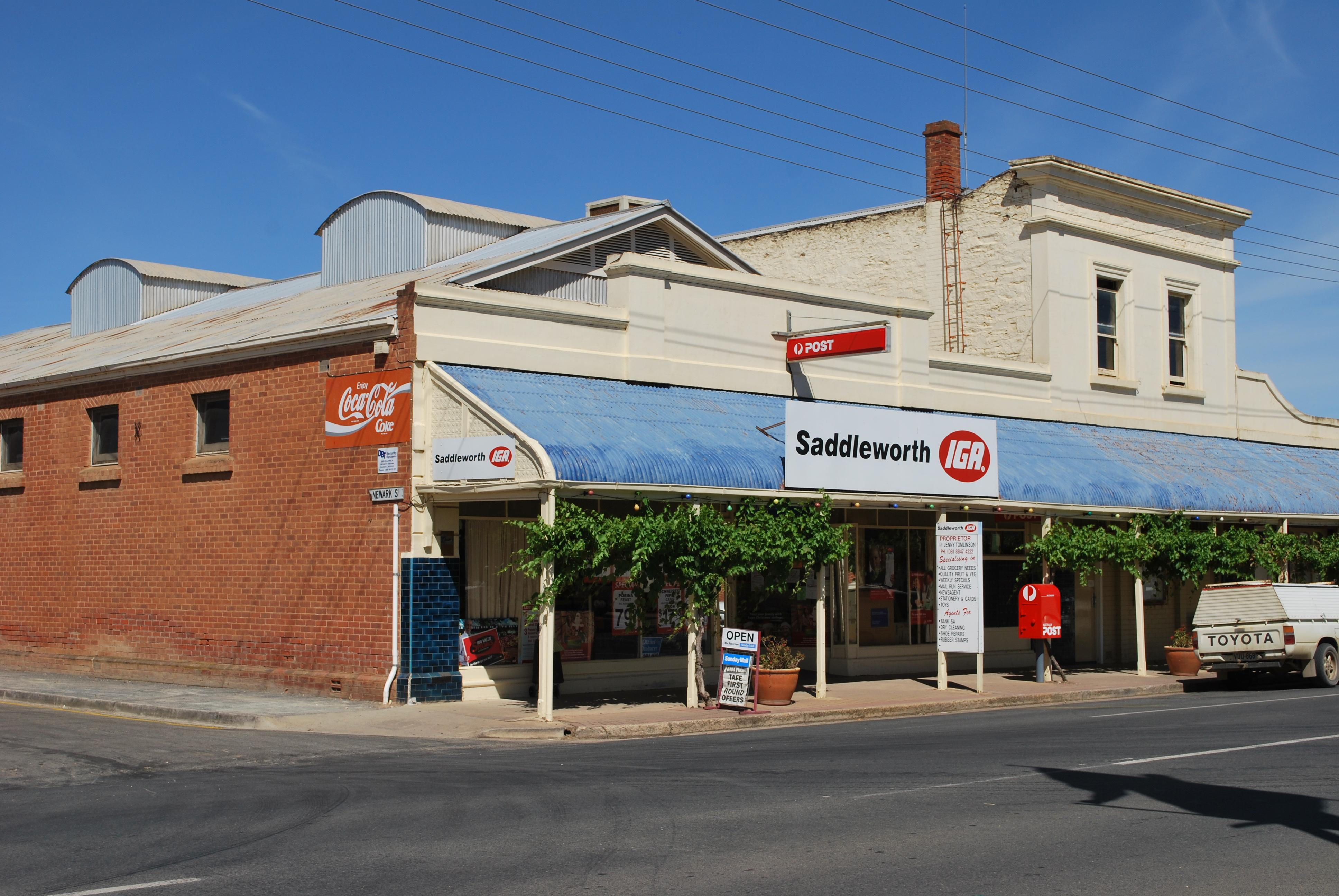
Postkantoor
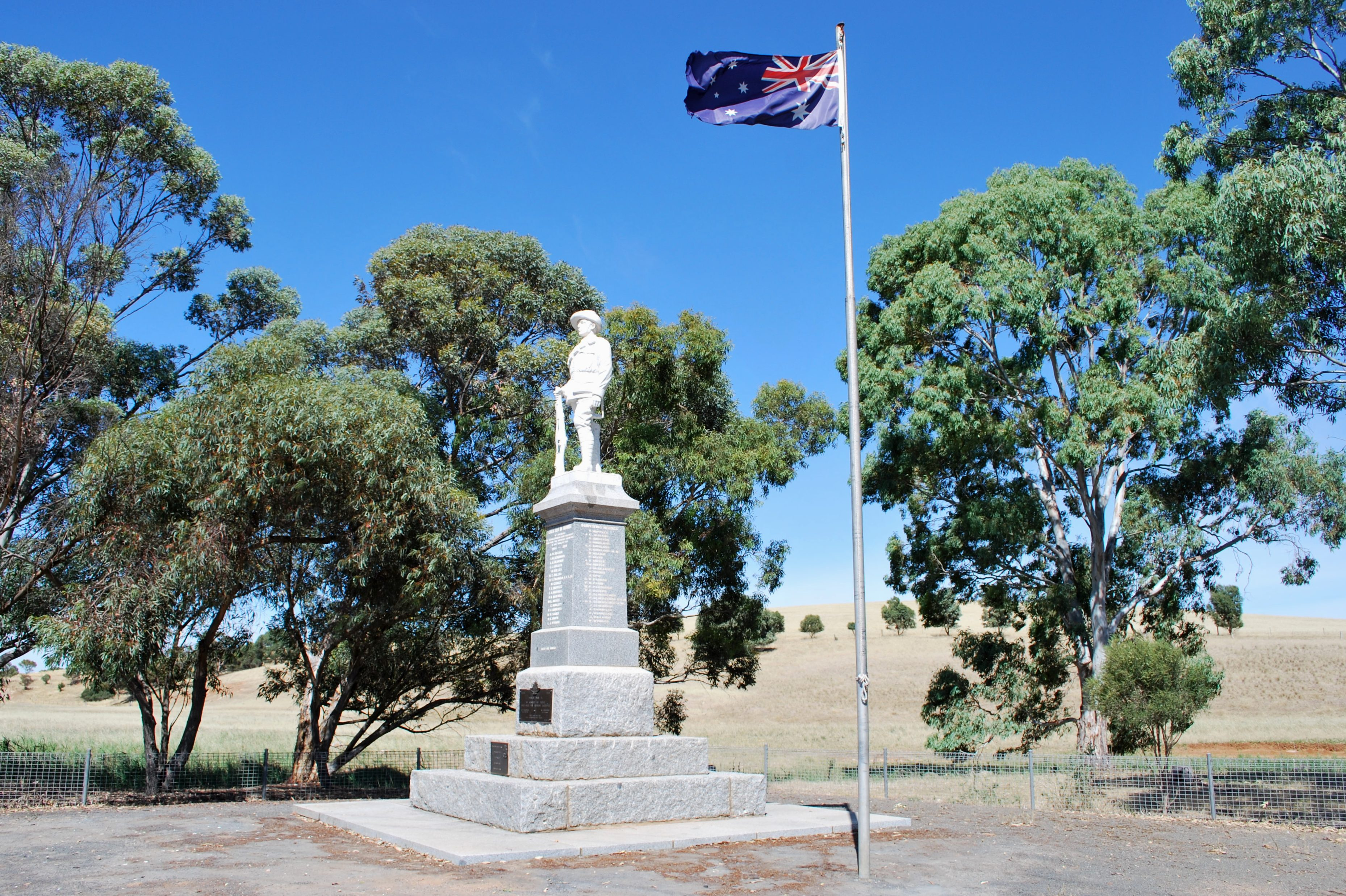
Oorlogsmonument
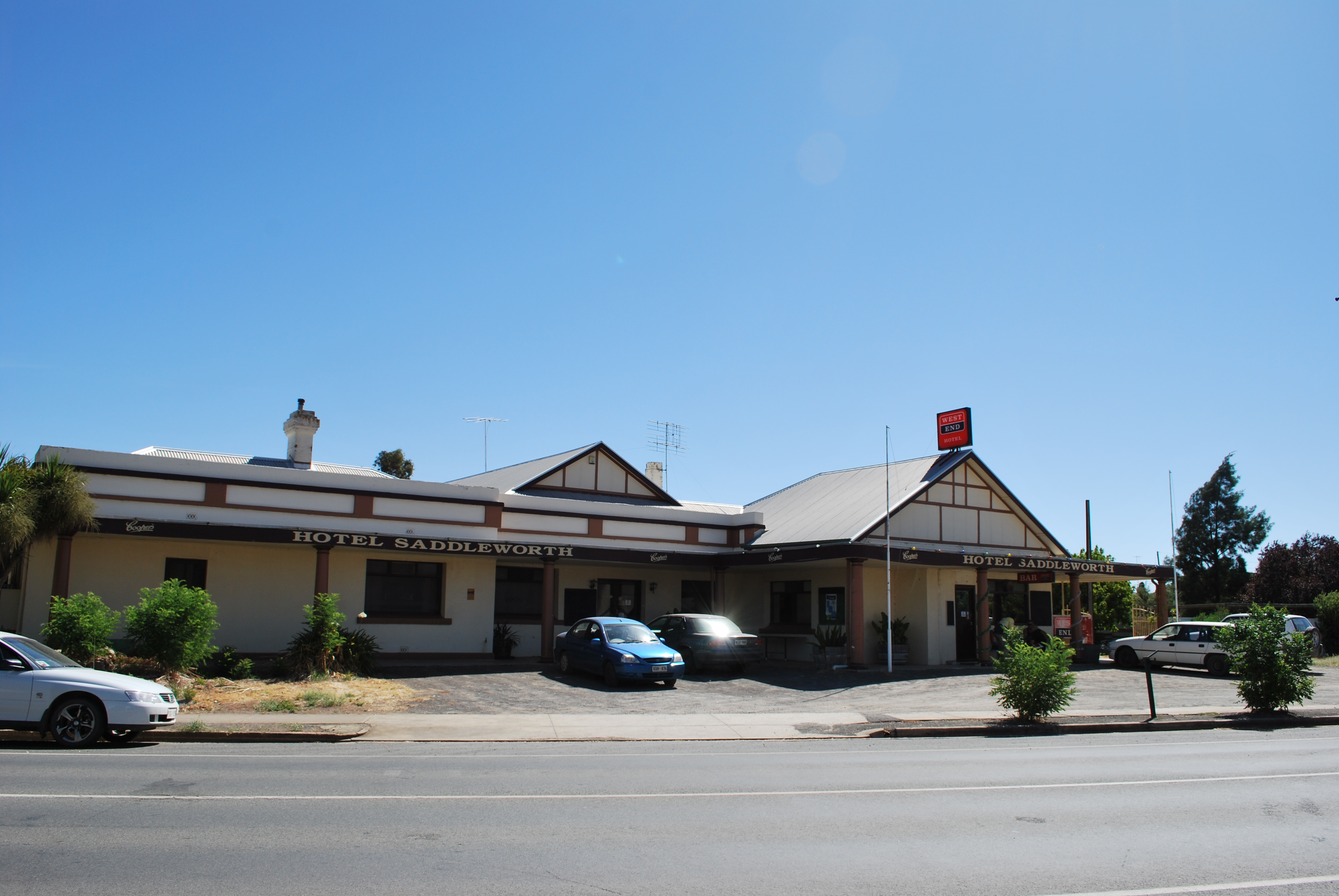
Saddleworth Hotel